# Választási rendszer
A  választási rendszer vagy szavazási rendszer csoportos döntéshozatali módszer, az egyéni preferenciák aggregálásának (összesítésének) módja a kollektív preferenciák megállapítására. A szavazási rendszerek tudománya a választáselmélet, ami a matematika, a közgazdaságtan és a politológia közös részterülete.

Választási rendszerek fő típusai országonként (alsóház vagy egykamarás parlament)
Többségi képviselet (győztes mindent visz)
Arányos képviselet
Vegyes többségi képviselet (félarányos)
Vegyes arányos képviselet (arányos)
Félarányos képviselet (nem vegyes)
Nincs választás (pl. abszolút monarchia)

Politikai képviseletet általában szavazással választanak, ilyenkor a választási rendszer határozza meg, hogyan kell a mandátumokat kiosztani. A választási rendszerek eredményei nem konzisztensek, ugyanolyan szavazatszámok mellett különböző rendszerek különböző végeredményt adhatnak.

## Választási rendszerek típusai
A választási rendszereket két fő csoportba szokás osztani: megkülönböztetünk arányos és többségi rendszereket. Míg az arányos választási rendszer fő célja az egyenlő képviselet, addig a többségi választási rendszerekben a győztes – legalábbis az adott választókerületben – kizárólagosan jogosult képviseletre. Minden választási rendszer, amelyben csak egy győztest választanak szükségszerűen többségi képviseletet ad, de nem mindig a többség (legyen az relatív vagy abszolút) választja ki ezt a jelöltet (pl. sorsolás).
Arányos rendszerről valójában csak több győztes esetén beszélhetünk, és ezen belül is egyesek a választókerületenként nagyon alacsony számú (kevesebb, mint 5) jelöltet választó rendszereket néha a félarányos rendszerek alá sorolják. Elméleti értelemben félarányos rendszerek alatt olyan rendszereke értünk, amelyek biztosítanak kisebbségi képviseletet, de nem feltétlenül a szavazatok arányában. Egy arányos rendszer (félarányos rendszerrel ellentétben) mindig törekszik minimalizálni az „elveszett” szavazatokat, bár a választási küszöb egy olyan (opcionális, de széles körben elterjedt) eleme az ilyen rendszereknek, amely a nagyon kis támogatottsággal rendelkező jelölteket vagy pártokat kizárja a versenyből.
Léteznek vegyes választási rendszerek is, amelyekben a képviselők egy részét többségi, más részét arányossági elv alapján választják, így próbálva egyesíteni a két rendszer előnyeit.
A választási rendszereket matematikailag kritériumok alapján lehet értékelni, ezek alapján különböző szavazási paradoxonok miatt nincsen tökéletes választási rendszer. A demokráciáról alkotott felfogásunk befolyásolja, hogy milyen kritériumokat tartunk fontosnak a választási rendszereink esetében.
| Győztesek száma         | Képviselet típusa                 | Képviselet szintjei                     | (Fő) választási szabály         | Opciók                                              | Választókerületek                      | Szavazólap típusa                                         |
| ----------------------- | --------------------------------- | --------------------------------------- | ------------------------------- | --------------------------------------------------- | -------------------------------------- | --------------------------------------------------------- |
| Egygyőzteses módszerek  | többségi (a győztes mindent visz) | egyszintű, csak nagybani (pl. országos) | relatív többségi                | egyéni (jelöltre/opcióra lehet szavazni)            | egy győztes (pl. elnök)                | "egy x-es" (egy opcióra lehet szavazni)                   |
| Többgyőzteses módszerek | félarányos                        | egyszintű, csak helyi                   | abszolút többségi (egy győztes) | listás (jelöltek/opciók csoportjára lehet szavazni) | több győztes, egymandátumos kerületek  | korlátozott, "több x-es" (több opcióra lehet szavazni)    |
|                         | arányos                           | többszintű                              | kvótás (több győztes)           | vegyes                                              | több győztes, többmandátumos kerületek | elfogadó, "több x-es" (akármennyi opcióra lehet szavazni) |
|                         |                                   |                                         | sorsolás                        |                                                     |                                        | preferenciális (rangsorolós/ordinális)                    |
|                         |                                   |                                         | egyéb                           |                                                     |                                        | pontozós (intervallum/kardinális)                         |

Példák:
- a relatív többségi szavazás olyan egygyőzteses (szükségszerűen többségi képviseletet nyújtó), egyszintű, relatív többségi módszert jelent, amelyben általában egyéni jelöltek közül, sokszor egymandandátumos választókerületekben (ilyenkor a választás egésze többgyőzteses), és mindig csak egy opcióra lehet szavazni.
- a D'Hondt módszer egy többgyőzteses módszer, méghozzá egy arányos képviseletet nyújtó technika, amit lehet használni nagyban (országos listákkal), helyben (területi listákkal) vagy többszintű rendszerben (kompenzációs listákkal) is, ami listákkal (pártlistákkal) működik, szinte mindig többmandátumos választókerületekkel és egy opcióra lehet szavazni.
- a magyar országgyűlési választási rendszer egy komplexebb módszer, ami az előző kettőt ötvözi, az Országgyűlést választja meg, ami egy testület, így többgyőzteses (de a helyi választókerületekben az egygyőzteses relatív többségi szavazást használja), összességében félarányos képviseletet nyújt, többszintű vegyes rendszer, amiben több egymandátumos, helyi egyéni választókerület és egy darab országos listás választókerület van, mindkét szinten csak egy opcióra lehet szavazni

### Egy vagy több győztes
A többgyőzteses módszereknek más gyakorlati hatása van, mint az egygyőzteseseknek. A résztvevők gyakran érdekeltebbek a törvényhozás általános összetételében, mint az egyes jelöltekben. Éppen ezért a modern többgyőzteses módszerek az arányos képviseletet támogatják, ami azt jelenti, hogy ha egy párt X százalék szavazatot kapott, akkor körülbelül X százalék helyet fog kapni a törvényhozásban. Azonban nem minden többgyőzteses módszer arányos. A többségi változatok (az egygyőzteses választásokhoz hasonlóan) szétaprózottság elkerülését, ezáltal a kormányozhatóságot helyezik előtérbe.

### Arányosság
A legtöbb nyugati demokrácia többgyőzteses módszert használ a választásokon.

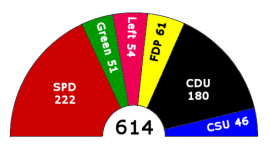
Példa az arányos választási rendszerre: a német Bundestag a 2005-ös választások után

A valódi arányos rendszerek egy bizonyos garanciát adnak az arányosságra azáltal, hogy minden képviselő nagyjából egyenlő számú szavazót képvisel. Ezt a számot kvótának nevezik. Például, ha a kvóta 1000 szavazó, akkor minden megválasztott képviselő 1000 szavazót képvisel, egy kis hibával, ami a Gallagher-indexszel mérhető.
Az arányos rendszerekben lehet egyéni képviselőjelöltekre vagy pártlistákra szavazni. Ebben az esetben a választási körzetek mindig többmandátumosak, a választóknak pedig egy vagy több szavazatuk van. Az előbbi esetben a szavazatok összeszámlálása után az élen végzett jelöltek közül, annyi jelölt jut be a parlamentbe, ahány mandátumot ki lehet osztani az adott választókerületben, míg az utóbbiban a választói preferenciák szerint osztják ki a mandátumokat, úgy, hogy az élen végzett jelöltekre leadott szavazatok szerinti másodlagos preferenciák alapján osztanak ki további mandátumokat.
Az arányos rendszerek legegyszerűbb megoldása az, amikor a választók csak pártlistákra szavaznak. Minden megszerzett kvóta egy helyet jelent a törvényhozásban. Az egyes módszerek különböznek a kvóta meghatározásában, vagy a kerekítés módjában. A helyek elosztását végezhetik a legnagyobb átlagok vagy a legnagyobb maradék módszerével. A legnagyobb maradék módszer a szavazók száma alapján töredékszavazatokat számol, míg a legnagyobb átlagok módszerét használó rendszerekben a kvótát közvetetten számolják a pártra leadott szavazatok számának egy számsorozattal való leosztással. Erre példa a Sainte–Laguë-módszer és a d'Hondt-módszer.
A listák lehetnek szabadok vagy kötöttek. Az előbbi esetben a választók preferencia-sorrendet állíthatnak fel a listán szereplő jelöltek között, míg az utóbbiban nem. A listák lehetnek zártak vagy nyíltak is, ez utóbbi esetben még a választás során is van lehetőség neveket felvenni a listára. Lehetséges, hogy minden párt egy-egy listát állít egy országban, de gyakoribb a területi listás rendszer, amikor nagyobb közigazgatási egységenként számolják össze a szavazatok arányát. Előfordul, hogy egyaránt vannak országos és területi pártlisták, ilyenkor a területi listákra lehet közvetlenül szavazni, az országos listáról (kompenzációs listáról) pedig a töredékszavazatok (egy képviselőhelyhez nem elegendő szavazatok) országos összesítése alapján osztják ki a mandátumokat. Pártlistás rendszerek alkalmazása esetén szokás parlamenti küszöböt is alkalmazni a szétaprózottság elkerülése végett. A küszöböt el nem érő pártok nem juthatnak listás mandátumhoz. Magyarországon például ez a küszöb 5%, míg Ausztriában 4%.
A pártlistás módszerekkel szemben az egyetlen átruházható szavazat (STV) csak egyéni jelöltekkel is működik. A pártlistás rendszerekkel szemben a jelölteknek nem kell csoportokba állniuk, a rendszer pártok nélkül alkalmazható. A jelöltek közötti szavazatátvitel a rangsorolásos szavazás szerint történik. Ehhez járul, hogy amely jelölt nem érte el a szavazási küszöböt, az arra adott szavazatok elvesznek.
A különböző arányos rendszerek különböző földrajzi felosztást használnak. Egyes pártlistás, vagy egyszerű átviteli szavazásos rendszerekben minden képviselőt nagyobb, több választókörzet együtteséből álló körzet választ meg, egyensúlyozva a nagyobb körzet pontosabb arányos képviseletét és a kisebb körzetek pontosabb földrajzi sajátosságait. A vegyes rendszerekben a kis és a nagy körzetek győztesei is képviselők lesznek. A biarányos rendszerekben a kis körzetek helyett egyes szavazókat tekintenek, mivel minden körzeteredményt az egyes szavazatok átvitelével véglegesítik.
Arányos formulák
- I. Legnagyobb maradék formulák: az összszavazatok és a mandátumok számából kiszámítják a kvótát, majd annyi mandátumot kap a párt ahányszor a kvóta benne van a szavazati számban. A megmaradt mandátumok újraosztódnak.

1. Hare kvóta
2. Droop kvóta
3. Imperiáli kvóta
4. Megerősített imperiáli kvóta

- II. Legmagasabb átlag formulák: minden lépésben kiszámítják a párt átlagát, majd különböző osztósorok segítségével szétosztják a mandátumokat.

1. D'Hondt-módszer: Románia
2. Sainte Lagüe
3. Módosított Sainte Lagüe
4. STV: Málta, Észak-Írország

#### Félarányos formulák
A kumulatív szavazás egy félarányos módszer, amiben minden választónak van n szavazata, ami megfelel a betöltendő helyek számának. Egyes változatokban ez a két szám különböző. A szavazók tetszőlegesen eloszthatják szavazatukat a jelöltek között, egy jelöltre akár több szavazatot is leadva. A rendszer arányosnak tekinthető abban, hogy a szavazók m/(n+1) hányada a helyek közül m-et tölt be. Például egy háromtagú bizottság választásában a szavazók 3/4 része, azaz 75%-a betöltheti az összes helyet. Ezzel szemben a blokkszavazásban már egy 50%-nál nem sokkal nagyobb többség betöltheti az összes helyet.
A kumulatív szavazás gyakori módszer, ha a szavazóerő egyenlőtlen, mint például a részvényesek között. Többgyőzteses módszerként is használják, például bizottságok választásához.
A kumulatív szavazás azért nem tekinthető teljesen arányosnak, mert nem áll ellent a rontó hatásnak. Ez azért léphet fel, mivel a szavazatok megoszolhatnak több, hasonló ideológiájú jelölt között. A szavazók megoszlása miatt egy jelöltre kevesebb szavazat jut, ezért vagy nem lesz győztes, vagy nem az nyer, mint akit a többség választana. Az arányosság azon múlhat, hogy a jelöltek mennyire különböző állásfoglalást közvetítenek, vagy hogy a szavazók mennyire fegyelmezettek.
A korlátozott szavazás a kumulatív szavazás egy speciális változata, amiben egy szavazónak kevesebb szavazata van, mint ahány betöltendő hely. Ennek egy egyszerű és gyakori formája az egyszerű nem átvihető szavazás, ahol is csak egy jelöltre lehet szavazni, és csak a támogatás mértéke választható. A szavazatok statisztikai eloszlásán múlik a preferenciák kisimulása.
Például egy négytagú bizottság választásában 20% annak a korlátja, hogy egy jelölt bekerüljön. Ekkor a szavazók 40%-a a helyek felét betöltheti azzal, hogy mindegyikük ugyanarra a két jelöltre szavaz. Ezzel szemben az egyszerű nem átvihető szavazás arra kényszeríti a koalíció tagjait, hogy válasszanak a két jelölt között. Ez a korlátozás az egyértelműség rontásával egyszerűsíti a szavazást és a szavazatok összesítését.
| Párt | Szavazatok száma | Mandátumok száma               | Mandátumok száma            | Mandátumok száma                  |
| Párt | Szavazatok száma | Példa többségi rendszerre      | Példa arányos rendszerre    | Példa félarányos rendszerre       |
| Párt | Szavazatok száma | Relatív többségi blokkszavazás | Pártlistás arányos rendszer | Korlátozott szavazás (6 szavazat) |
| ---- | ---------------- | ------------------------------ | --------------------------- | --------------------------------- |
| A    | 40               | 10                             | 4                           | 6                                 |
| B    | 28               | 0                              | 3                           | 4                                 |
| C    | 20               | 0                              | 2                           | 0                                 |
| D    | 12               | 0                              | 1                           | 0                                 |

### Többségi formulák
Sok többgyőzteses módszer a többségi formulák egyszerű bővítése, ami nem tűzi ki célul az arányos képviseletet. A blokkszavazás esetén van valahány jelölt, és a legtöbb valahány szavazatot kapó nyer. Mivel itt nem számít, hogy mekkora előnnyel győztek a jelöltek, ezért ezek a módszerek nem arányosak, és többségi formuláknak nevezzük őket.

#### Relatív többségi formulák
A többségi rendszerek legegyszerűbb válfaja, a relatív többségi, ahol egy mandátumért száll versenybe több jelölt és az szerzi meg a mandátumot, aki a legtöbb szavazatot kapja („a győztes mindent visz”). Ilyen rendszerben választanak képviselőket a brit parlament Alsóházába. Egy másik az ún. blokkszavazatos rendszer, amikor a választók annyi jelöltre adhatnak le szavazatot, ahány betöltendő hely van és a szavazatok összeszámlálása után a jelöltek közötti abszolút sorrend dönt a mandátumok elosztásánál. Ezzel a módszerrel osztják el a mandátumokat a magyarországi 10 000 lakos alatti települések önkormányzati testületeinek választásain.

#### Abszolút többségi formulák
Egy másik többségi módszer, az abszolút többségi, amikor a választást két fordulóban rendezik meg és a második fordulóba már csak korlátozott számú jelölt jut be, általában az első két helyezett. Ilyen a francia elnökválasztás.
Az abszolút többség elérésének egy másik módja a preferenciális szavazás, amikor a választóknak sorrendet kell felállítani a jelöltek között. Amennyiben senki sem szerzi meg az abszolút többséget (a szavazatok több mint a felét), akkor az utolsó helyezett kiesik és az ő szavazatait a második preferencia szerint szétosztják a többi jelölt között. A folyamat addig folytatódik, amíg valaki el nem éri az abszolút többséget.
Az abszolút többségi rendszerek esetében tehát fontos szerep jut a másodlagos preferenciáknak, akár preferenciális szavazásról, akár kétfordulós rendszerről van szó (utóbbi esetben azáltal, hogy az első fordulóban kiesett jelöltek választói is szavazhatnak a második fordulóban, illetve kettőnél több jelölt bejutásakor lehetséges együttműködési forma a jelölt-visszaléptetés).
Abszolút formulák
1. Abszolút többségi formulák esetén egy jelölt több szavazatot kap, mint ellenfelei összesen
2. Kétfordulós formulák esetén, az első fordulóban abszolút, a másodikban a relatív többségi formulát használják
3. Alternatív szavazás: a választók preferenciasorrend felállításával szavaznak
4. Block-Vote-formula: a választó szabadon használja fel az összes szavazatát, több vagy akár egy jelöltre összpontosítva
5. Borda-módszer: preferenciapontszám rendszere

### Vegyes rendszerek
A vegyes választási rendszerek jellemzője, hogy a képviselők egy részét többségi, más részét arányossági elven választják. Ezt általában úgy oldják meg, hogy egy választópolgár két szavazólapot tölthet ki: az egyiken egyéni jelöltek, a másikon pártlisták közül választhat. Ily módon akár meg is oszthatja szavazatát két párt között.
A vegyes választási rendszerek közül az egyik legismertebb a német modell, amelyet a magyarországi vegyes rendszerek mintájának is tartanak, bár azoktól több ponton lényegesen eltér. Bár egyéni jelöltekre és pártlistákra egyaránt lehet szavazni, a német rendszer vegyes arányos képviseleti rendszer (MMP) típusú vegyes rendszer. Ebben a pártok közötti erőviszonyokat így alapvetően a listás szavazatok döntik el, az egyéni ágon kialakuló aránytalanságokat a rendszer teljes mértékben kompenzálja. (Amennyiben egy párt egy tartományban több egyéni mandátumot szerez, mint ahány helyre a listás szavazatok alapján jogosult lenne, úgynevezett többletmandátumok – németül Überhangmandate – keletkeznek, amelyek által keletkezett aránytalanságot a rendszer kiegyensúlyozó mandátumok – németül: Ausgleichsmandate – hozzáadásával korrigál). Egyes vélemények a vegyes arányos modellek modelleket inkább egy sajátos szabad listás arányossági rendszernek tekintik.
A vegyes választási rendszerek egyik leggyakrabban használt fajtása az árokrendszer, amely a vegyes arányos rendszerrel ellentétben nem alkalmaz kompenzációt, így az többségi (általában egyéni) és arányos (általában listás) ágak között nincs kölcsönhatás.
Egyes vegyes rendszerekben az egyéni körzetekben a vesztes jelöltekre adott szavazatok kompenzáció céljából figyelembe vehetők töredékszavazatként, amiket a listás eredményhez hozzáadnak (vagy kivonnak abból), azonban ez a fajta kompenzáció általában nem vezet arányos eredményre. Léteznek olyan vegyes választási rendszerek is, amelyekben csak egyéni jelöltekre lehet szavazni, de emellett a pártok állíthatnak kompenzációs listát is, amelyről a vesztes jelöltekre adott szavazatok arányában osztanak mandátumokat (így választják Magyarországon a 10 000 fő feletti lakosú településeken az önkormányzati képviselőket).

### Szavazólap típusa szerint

#### Egyszavazatos módszerek
A legismertebb egygyőzteses módszer a többségi, ahol minden szavazó egy lehetőséget választ, és az nyer, aki a legtöbb szavazatot szerezte, még akkor is, ha a többség nem rá szavazott.
A többségi szavazat megszerzése érdekében több fordulót szoktak tartani. A második körbe a két legtöbb szavazatot nyert jelölt jut tovább, ha nincs egyértelmű győztes. A kiküszöböléses módszerben minden körben kizárják az aktuálisan legkevesebb szavazatot kapott jelöltet, és addig szavaznak, amíg meg nem lesz a többségi győzelem.
Az első fordulót gyakran előzetes választásként is használják, amiben nem választják meg a győztest még akkor sem, ha lenne abszolút győztes. Az általános választást a második körben tartják.
A véletlen választási rendszerben kisorsolnak egy szavazólapot, és aki azon be van jelölve, az a győztes.

#### Rangsorolásos módszerek
A rangsorolásos módszerek megengedik, hogy a szavazó rangsort állítson fel a jelöltek között. Gyakran nem is kell az összes jelöltnek sorszámot adni; ekkor a be nem jelölteket az utolsó helyre szokták tenni.Egyes rendszerek azt is megengedik, hogy két lehetőség ugyanazt a sorszámot kapja.
A leggyakoribb rangsorolásos módszer a preferenciális szavazás, ami több forduló nélkül igyekszik megtudni a választók preferenciáit. A szavazatszámlálás után kizárják a legkevesebb szavazatot kapott jelöltet. A következő körben minden egyes szavazónál úgy tekintik, mintha ez a jelölt nem is létezett volna, és akiket egyesek mögéjük rangsoroltak, azok előbbre lépnek. A következő körökben ehhez hasonlóan járnak el, egészen addig, amíg meg nem kapják a győztest.
A Borda-számlálás egy egyszerű rangsorolásos módszer, ahol az alternatívákat pontozzák a rangsorolásuk szerint. A hasonló módszereket együtt pozíciós szavazórendszernek nevezik.
További rangsorolásos módszerek a Coombs-módszer, a kiegészítő szavazás, a Bucklin-módszer és a Condorcet-módszer.
A Condorcet-módszerek a Condorcet-kritériumot teljesítő rangsorolásos módszerek. Ezek páronként hasonlítják össze az alternatívákat. A Condorcet-győztes az a választási lehetőség, ami páronként legyőzi a többit, ahol a legyőzi azt jelenti, hogy többen rangsorolták a másik elé.
Ezeket azért nevezik Condorcet-módszereknek, mivel a Condorcet-kritérium miatt mindegyik a Condorcet-győztest határozza meg, tehát azonos eredményre jutnak, ha van Condorcet-győztes. csak abban különböznek, hogy ha van alternatívák egy körbeverő részhalmaza. Ez a részhalmaz a Smith-halmaz. Az absztrakt Condorcet-módszerek ilyenkor nem határoznak meg győztest, de a Condorcet-teljessétételek igen.
A legegyszerűbb bővítés a minimax elv: ha nincs Concordet-győztes, akkor az nyer, akinek a legnagyobb veresége minimális. Egy másik egyszerű módszer a Copeland-elv, hogy az az győztes, aki a páronkénti győzelmekben a legjobb.
A Kemeny-Young-módszer, a Schulze-módszer, és a rangsorolt párok módszere szintén eleget tesz sok különféle választási kritériumnak. Mindezek a módszerek teljes rangúak, vagy legalábbis használhatók teljes rangúként a legnépszerűbb jelölttől a kevésbé népszerűig.

#### Pontozásos módszerek
A pontozásos módszerek rugalmasabbak, mint a rangsorolásosak, de kevés módszert terveztek hozzá. Minden szavazó pontozza a jelölteket; ez lehet számszerű, vagy fokozatok, például betűkkel kifejezve, lásd A/B/C/D/F.
A pontozásos módszerek rangsorolásosként is használhatók, ha a rangsorolás megenged üres helyeket és holtversenyt. Egyes rangsorolásos módszerek azonban felteszik, hogy minden rang különböző, habár a szavazók sokszor nehezen döntenek arról, hogy két jelölt közül melyiket részesítsék előnyben.
Nem mindig a legnagyobb pontszám a nyerő. Az intervallum szavazás lehet úgy is meghatározva, hogy a közepes pontszám lesz a nyerő. A többségi bírálat esetén a szavazólapok hasonlóak, de a győztes az lesz, aki a legnagyobb mediánt hozza.
A javasló szavazás is tekinthető pontozásos módszernek, ahol minden jelöltnek 0 vagy 1 pont adható. Ebben a módszerben tetszőleges számú jelölt választható.
A kumulatív szavazás egyes fajtáiban minden szavazónak annyi választása van, ahány szavazata, és úgy oszthatja el őket, ahogy akarja. Több közösség és részvénytársaság használja ezt a módszert. Lani Guinier (1994) vizsgálta a legtöbbet, és talán ő is fejlesztette ki.

## További szempontok
A szavazórendszer meghatározza a megengedett szavazatokat, és a szavazatszámlálás módját, ahogy a szavazatokat összesítik. A végeredmény lehet egy, vagy több győztes, például a parlamenti választások esetén. A szavazórendszer meghatározhatja a szavazók és a szavazatok erejét, és koalíciókba osztja a szavazókat aszerint, hogy kiknek a szavazata független.
A szavazórendszer gyakorlati megvalósítását nem tekintik a szavazórendszer részének. Nem határozza meg, hogy papíron, kártyákkal, vagy számítógép képernyőjén szavaznak a választók. Nem specifikálja azt sem, hogyan lesz a választás titkos, ki jogosult szavazni, vagy hogyan igazolják a szavazatszámlálás pontosságát.
Az Egyesült Királyságban, amely párt megnyeri a választást, az kormánytöbbséget kap a parlamentben, még akkor is, ha nem szerezte meg a többséget. Ez az elv hasonlóan működik az önkormányzatoknál is. Ez ellen a győztes mindent visz elv ellen az Electoral Reform Society politikai nyomásgyakorló szervezet lépett fel elsőként. Amellett érvel, hogy ez rossz a választóknak, rossz a kormánynak, és rossz a demokráciának.

### A szavazás módja
A különböző szavazórendszerek más és más lehetőségeket nyújtanak a szavazóknak szimpátiájuk kifejezésére. A rangsorolásos rendszerekben, mint az Instant-runoff szavazásnál, a Borda-számlálásnál vagy a Condorcet-módszernél a szavazók rangsort állítanak fel. Az intervallum módszernél minden jelöltet függetlenül pontoznak. A többségi szavazásnál a szavazók egyetlen lehetőséget választanak, míg a javaslattevő választásnál annyi lehetőséget jelölnek meg, amennyit akarnak. Egyes rendszerekben a szavazat súlyozható, illetve több szavazat is kiosztható.
Egyes rendszerek lehetővé teszik új jelölt megadását, az egyik sem szavazatot, vagy a negatív szavazatot is.

### Jelöltek
Egyes szavazórendszerek tartanak egy első fordulót ahhoz, hogy eldöntsék, mely jelöltek szerepeljenek a szavazólapon.

### A szavazatok súlyozása
A legtöbb rendszer tartja magát az egy szavazó, egy szavazat elvhez, ami azt jelenti, hogy minden szavazat azonos súllyal számít. Ez azonban nincs mindig így. A vállalati szavazásokon az egyes részvényesek szavazatának súlyát az általuk birtokolt részvények aránya határozza meg. A szavazatok súlyát egyes szervezetekben is megváltoztathatják, nagyobb súlyt juttatva a szervezet vezetőinek.
A szavazat súlya nem ugyanaz, mint a szavazat ereje. Egyes helyzetekben a szavazók bizonyos csoportjai együtt szavaznak; a szavazat ereje ennek a csoportnak a lehetőségét jelenti a kimenetel megválasztására. A szavazóerő maximalizálására az egyes csoportok koalíciókat alkothatnak.
1918 előtt több német államban, így Poroszországban és Szászországban három osztályba sorolták a polgárokat az általuk fizetett jövedelemadó szerint. Mindhárom osztály szavazata egyenlő súlyúnak számított.

### Status quo
Egyes szavazórendszerek maguktól kiegyensúlyozottak, ugyanis bármely változáshoz a szavazók többségének beleegyezése szükséges. Extrém esetben akár a teljes egyetértést is megkövetelik.
Más rendszerek a szavazás érvényességét kötik a többséghez. Ha a többség nem szavaz, akkor a szavazás érvénytelen, és minden marad a régiben. Ez a követelmény független attól, hogy a többség hogy szavaz. Az ilyen rendszerekben a változást ellenzők nem érdekeltek abban, hogy a szavazás érvényes legyen, ezért kevésbé motiváltak a szavazásra.

### Törvényhozó testületek
A törvényhozó testületeket gyakran többgyőzteses módszerekkel választják. Ez lehet úgy is, hogy az összes szavazatból választják ki a győzteseket, vagy preferenciák szerint csoportosítva.
Egyes országokban, mint Izraelben a törvényhozó testületet egyszeri többgyőzteses fordulóval választják, míg máshol, például Írországban vagy Belgiumban választókörzetek szerint csoportosítják a szavazatokat, de vannak olyan országok is, amelyek az egygyőzteses módszereket használják, mint az Amerikai Egyesült Államok és az Egyesült Királyság. Az ausztrál kétkamarás országgyűlésben az alsóházat egytagú elektorátusok, míg a felsőházat többtagú elektorátusok választják. Egyes rendszerek a kisebb választókörzeteket nagyobbakba csoportosítják.
A választás módjának megváltoztatása drámai hatással lehet a végeredményre. A választókerületek súlyozása a népesség szerint, vagy a határok újrarajzolása kényes kérdés, mivel az is megtörténhet, hogy két választókörzetben a határok eltolásával már egy másik párt lesz előnyben mindkét körzetben. Azonban, ha egy választókörzet túl kicsivé válik, mert lakói elköltöznek, akkor onnan kevesebb szavazó megnyerésével is előnyhöz lehet jutni.

## A szavazórendszerek értékelésének kritériumai
A szavazórendszerek összehasonlítása nehézkes, mivel az egyes csoportok aszerint ítélhetik meg, hogy véleményük szerint az általuk támogatott jelöltek számára előnyös vagy hátrányos.
A matematikailag megadott kritériumoknak való megfelelés bizonyítható; ez objektív eredményt ad, de hatása a választási eredményekre vitatott. Egy másik megközelítésben megfogalmazzuk igényeinket, és vizsgáljuk, hogy melyik szavazórendszer melyiket és hányat teljesít ezekből. Ez már közelebb áll a gyakorlathoz, de a szimulált választások még mindig vitathatók. Még egy megoldás, hogy a szövegesen megadott kritériumnak való megfeleltetést egy semleges testület értékeli ki. Ezáltal azonban mind a kritériumok, mind az értékelés szubjektív lesz.

### Matematikai kritériumok
A rendszerek ideológiáktól mentes összehasonlításához különböző kritériumokat fogalmaztak meg, amelyek a rendszerektől elvárt tulajdonságokat írják le. Ettől azonban még nem válik teljesen objektívvá, hiszen könnyű olyan kritériumot találni, aminek csak kevés más módszer tesz eleget a kedvenc módszeren kívül, és az egyes kritériumoknak is különböző fontosság tulajdonítható. Nincs olyan mindenki által elfogadott tekintély, aki megmondja, hogy mely kritériumok számítanak.
A következő kritériumokat a legtöbb szavazórendszerben járatos matematikus kívánatosnak tartja, és használja a rendszerek osztályozásához:
- Az eredményre vonatkozó kritériumok:

- Abszolút többségi kritérium (majority criterion): az (abszolút) többség egyértelmű kedvence nyer. A kritériumot két változatban használják:

- Rangsorolásos többségi kritérium: ha egy opciót a többség egyértelműen megszavaz, az nyer.
- Pontozásos többségi kritérium: ha egy jelölt a többségtől egyöntetűen maximális pontszámot kap, akkor nyer.

Rangsorolásos szavazórendszerekben a két változat ekvivalens, de a többiben nem. A rangsorolásos változat nem, de a pontozásos összeférhetetlen az IIA és az FBC kritériumokkal.
- Kölcsönös többségi kritérium (MMC): Egy jelölt mindig nyer, ha egy olyan csoportba tartozik, amely nagyobb pontszámot kapott, mint a többiek összesen. Ebből azonnal következik a többségi vesztes kritérium: ha mindenki az adott jelölttől különböző jelöltet részesít előnyben, akkor az adott jelöltet nem választják meg. A legtöbb felsorolt rendszer vagy mindkettőt teljesíti, vagy egyiket sem, kivéve a Borda, ami megfelel a többségi vesztesnek, de a kölcsönös többségnek nem.
- Condorcet-kritérium: egy jelölt nyer, ha páronkénti összehasonlításban mindenkit legyőz. Ebből következik a többségi kritérium.

- Stratégiai többségi Concordet-kritérium: egy jelölt mindig nyer, ha a szavazók többsége szerint páronkénti összehasonlításban nyer, és a szavazók figyelik egymás preferenciáit, és eszerint szavaznak. A Concordet-kritériumot teljesítő rendszerek megfelelnek ennek is. Ezzel szemben, ha vannak bizonytalan szavazók, akik két jelölt között nem tudnak dönteni, akkor az egyik lehet Concordet-győztes, a másik a Concordet-vesztes.

- Concorcet-vesztes kritérium: nem nyerhet az a jelölt, aki a páronkénti összehasonlításokban mindig vesztes marad.
- A Smidt-dominált alternatívák függetlensége (IDSA): egy Smidt-dominált alternatíva hozzávétele vagy eltávolítása nem változtatja meg a szavazás kimenetelét, feltéve, hogy a többi jelöltre vonatkozó preferenciák változatlanok maradnak. Egy C jelölt Smidt-domináns, ha van hozzá egy A jelölt, hogy A legyőzi C-t, és minden B jelölt is legyőzi C-t, amit A nem győz le. Habár a kritériumot névre vonatkozóan fogalmazzák meg, egy erős abszolút komponense kizárja a Smidt-dominált alternatívákat a győzelemből. Valójában minden feljebb levő abszolút kritériumot implikál.
- Az érdektelen alternatívák függetlensége (IIA): a kimenetel sosem változik meg, ha egy nem győztes jelöltet hozzáveszünk, feltéve, hogy a többi jelöltre ugyanúgy szavaznak. A többségi szabály ellentmond ennek a kritériumnak: egy újabb X jelölt hozzávétele megváltoztathatja az eredményt, tehát nem W győz, hanem Y, még akkor is, ha Y nem kap több szavazatot, mint az előbbi esetben.

- Az érdektelen alternatívák helyi függetlensége (LIIA): a kimenetel sosem változik, ha a legkevesebb szavazatot kapott jelöltet eltávolítjuk. Ha pedig a győztest eltávolítjuk, akkor az eredetileg második győz.

- A klónok függetlensége (Cloneproof): a kimenetel nem változik, ha nem győztes jelöltekhez hasonló jelöltek lépnek fel. Ha ez a követelmény nem teljesül, akkor három különböző ok állhat a háttérben:

- Elrontók azok a jelöltek, akik csökkentik annak az esélyét, hogy hasonló vagy klón jelöltek nyerjenek.
- Csapatok azok a nem üres jelölthalmazok, amelyek hasonló jelöltekből állnak, és kölcsönösen segítik egymást a jobb eredmény.
- Rajok azok a pluszban fellépő jelöltek, akik nem egymás, hanem a korábban ott levő, hozzájuk nem hasonlító jelöltek eredményét befolyásolják.

- Monotonitás (Monotone): a győztes akkor is nyerne, ha még több szavazatot kapna.
- Konzisztencia (CC): ha a győztes két választáson is ugyanaz, akkor akkor is ő nyerne, ha a két szavazást összevonnák.

- Részvételi kritérium (PC): a lelkiismeret szerinti szavazás jobb a távolmaradásnál. A konzisztenciához hasonló kritérium.

- Fordított szimmetria: ha a szavazatokat ellenkezőjükre változtatjuk, akkor a jelenlegi szavazás győztese nem nyerne.
- Polinom idejű: a győztes kiszámítása mindig polinom időt vesz igénybe. Az idő polinomiális az alternatívák számában, és lineáris a szavazók számában.

- Visszakövethetőség: a győztes kiszámítása determinisztikus majdnem minden esetben. Ez azt jelenti, hogy ha sok a szavazó, és kicsi a különbség a jelöltek között, akkor az eredmény nem valószínű, hogy véletlenszerű lesz.

- A kedvenc megbízhatósága: a szavazók biztosak lehetnek abban, hogy nem kell mást a kedvencük elé sorolni ahhoz, hogy a kedvencük nagyobb előnyhöz jusson.
- Összegezhetőség: a győztes kiszámítható úgy is, hogy a szavazást több részre bontjuk, és összeadjuk az eredményeket. Ezeknek a számlálásoknak az idejét is nagyságrendben adják meg. A lassabban növő, O(N) vagy O(N2) függvények könnyebb számlálást tesznek lehetővé, míg a gyorsan növő függvények alkalmat adnak a csalásra, mert nehéz a számításokat ellenőrizni.
- Később nem árt és később nem segít kritérium: egy későbbi preferencia hozzáadása nem árt, vagy nem segít a már fellistázott jelölteknek. Ezek a kritériumok nem alkalmazhatók azokra a rendszerekre, amelyek nem engedik meg a további jelöltek hozzávételét. Bár matematikailag ezek a rendszerek is triviálisan teljesítik a kritériumokat, a szavazók szempontjából a kritérium nem teljesül.

Egy kritérium gyengébb egy másik kritériumnál, ha minden választási rendszer teljesíti, ami a másikat is teljesíti. Például a többségi kritérium gyengébb a kölcsönös többségi kritériumnál, mert egy akármekkora halmaz helyett megelégszik egy elem győzelmével. Tehát egy kölcsönös többségi kritériumnak megfelelő rendszer a többségi kritériumnak is eleget tesz, de fordítva ez már nem igaz.

#### A választási rendszerek összehasonlítása
Az alábbi táblázat néhány egygyőzteses rendszert hasonlít össze aszerint, hogy melyik kritériumnak felel meg. Az NA rövidítés azt jelenti, hogy nem alkalmazható.
| sort by:            |                    |                    |           |                                         |                   |             |      |      |                 |             |      |      |                      |                                 |                                 |                |                   |         |          |                                  |                                  |      |
|                     | Többségi kritérium | Kölcsönös többségi | Condorcet | Stratégiai többségi Concordet-kritérium | Condorcet vesztes | Smith/ ISDA | LIIA | IIA  | Klónbiztos      | Monotonitás | CC   | PC   | Fordított szimmetria | Polinom idejű/ Vissza követhető | Polinom idejű/ Vissza követhető | Összegez- hető | típusa            | = ranks | >2 ranks | Később nem árt/ később nem segít | Később nem árt/ később nem segít | FBC' |
| ------------------- | ------------------ | ------------------ | --------- | --------------------------------------- | ----------------- | ----------- | ---- | ---- | --------------- | ----------- | ---- | ---- | -------------------- | ------------------------------- | ------------------------------- | -------------- | ----------------- | ------- | -------- | -------------------------------- | -------------------------------- | ---- |
| Javasló szavazás    | Rated              | Nem                | Nem       | Igen                                    | Nem               | Nem         | Igen | Igen | Igen            | Igen        | Igen | Igen | Igen                 | O(N)                            | Igen                            | O(N)           | approvals         | Igen    | Nem      | 5                                | 3 [ nb 5 ]                       | Igen |
| Borda-számlálás     | Nem                | Nem                | Nem       | Nem                                     | Igen              | Nem         | Nem  | Nem  | Nem: csapatok   | Igen        | Igen | Igen | Igen                 | O(N)                            | Igen                            | O(N)           | rang- soro- lásos | Nem     | Igen     | Nem                              | Igen                             | Nem  |
| Copeland            | Igen               | Igen               | Igen      | Igen                                    | Igen              | Igen        | Nem  | Nem  | csapatok, rajok | Igen        | Nem  | Nem  | Igen                 | O(N2)                           | Nem                             | O(N2)          | rang- soro- lásos | Igen    | Igen     | Nem                              | Nem                              | Nem  |
| IRV (AV)            | Igen               | Igen               | Nem       | Nem                                     | Igen              | Nem         | Nem  | Nem  | Igen            | Nem         | Nem  | Nem  | Nem                  | O(N2)                           | Igen                            | O(N!)          | rang- soro- lásos | Nem     | Igen     | Igen                             | Igen                             | Nem  |
| Kemeny-Young        | Igen               | Igen               | Igen      | Igen                                    | Igen              | Igen        | Igen | Nem  | Nem: elrontók   | Igen        | Nem  | Nem  | Igen                 | O(N!)                           | Igen                            | O(N2)          | rang- soro- lásos | Igen    | Igen     | Nem                              | Nem                              | Nem  |
| Többségi bírálat    | Rated              | Nem                | Nem       | Igen                                    | Nem               | Nem         | Igen | Igen | Igen            | Igen        | Nem  | Nem  | Depends              | O(N)                            | Igen                            | O(N)           | ponto- zásos      | Igen    | Igen     | Nem                              | Igen                             | Igen |
| Minimax             | Igen               | Nem                | Igen      | Igen                                    | Nem               | Nem         | Nem  | Nem  | Nem: elrontók   | Igen        | Nem  | Nem  | Nem                  | O(N2)                           | Igen                            | O(N2)          | rang- soro- lásos | Igen    | Igen     | Nem                              | Nem                              | Nem  |
| Többségi szavazás   | Igen               | Nem                | Nem       | Nem                                     | Nem               | Nem         | Nem  | Nem  | Nem: elrontók   | Igen        | Igen | Igen | Nem                  | O(N)                            | Igen                            | O(N)           | egy jel           | NA      | Nem      | NA                               | NA                               | Nem  |
| Intervallum módszer | Nem                | Nem                | Nem       | Igen                                    | Nem               | Nem         | Igen | Igen | Igen            | Igen        | Igen | Igen | Igen                 | O(N)                            | Igen                            | O(N)           | ponto- zásos      | Igen    | Igen     | Nem                              | Igen                             | Igen |
| Rangsorolt párok    | Igen               | Igen               | Igen      | Igen                                    | Igen              | Igen        | Igen | Nem  | Igen            | Igen        | Nem  | Nem  | Igen                 | O(N4)                           | Igen                            | O(N2)          | rang- soro- lásos | Igen    | Igen     | Nem                              | Nem                              | Nem  |
| Runoff voting       | Igen               | Nem                | Nem       | Nem                                     | Igen              | Nem         | Nem  | Nem  | Nem: elrontók   | Nem         | Nem  | Nem  | Nem                  | O(N)                            | Igen                            | O(N)           | egy jel           | NA      | Nem      | Igen                             | 3 [ nb 21 ]                      | Nem  |
| Schulze             | Igen               | Igen               | Igen      | Igen                                    | Igen              | Igen        | Nem  | Nem  | Igen            | Igen        | Nem  | Nem  | Igen                 | O(N3)                           | Igen                            | O(N2)          | rang- soro- lásos | Igen    | Igen     | Nem                              | Nem                              | Nem  |
| Véletlen győztes    | NA                 | NA                 | NA        | NA                                      | NA                | NA          | Igen | Igen | Nem             | NA          | NA   | NA   | NA                   | O(1)                            | NA                              | O(1)           | egyik sem         | NA      | NA       | NA                               | NA                               | NA   |
| Véletlen            | Nem                | Nem                | Nem       | Nem                                     | Nem               | Nem         | Igen | Igen | Igen            | Igen        | Nem  | Igen | Igen                 | O(N)                            | Igen                            | O(N)           | egy jel           | NA      | Nem      | NA                               | NA                               | Igen |

## Kísérleti kritériumok
Lehetséges nagy számú választást szimulálni számítógépes környezetben, és látni, hogyan viselkednek a különböző módszerek a különböző körülmények között. Mivel ezek a szimulációk hosszadalmasabbak, és többe is kerülnek, mint a bizonyítások, ezért nem minden rendszerhez vannak eredmények. Emellett az eredmények torzulhatnak is, függhetnek a paraméterek választásától, ami esetlegesen, vagy általánosságban is torzíthatja az eredményeket.
Az ezzel a módszerrel vizsgált kritériumok közül a Bayes-veszteségfüggvény minimalizálása az egyik fő kívánatos cél. A szimulációk nagyon érzékenyek a feltételezéseikre, többek között a taktikai szavazásra is, de a feltételezéseket változtatva behatárolhatók a legjobb és a legrosszabb körülmények.. Egész mostanáig csak egy sok szavazórendszert összehasonlító szimulációt végeztek. A szimulációt egy pontozásos párti kutató végezte, és nem jelent meg szakmailag ellenőrzött lapban. Az eredmények szerint a pontozásos szavazás vagy a legjobbak között van, vagy a legjobbak között van a legtöbb körülmény között.
A Monte Carlo-módszerekkel végzett összehasonlítások a stratégiai sebezhetőséget is vizsgálják. A Gibbard–Satterthwaite-tétel szerint nincs választási rendszer, ami teljesen immunis a manipulációkra, de egyes rendszerek ritkábban érzékenyek a nem őszinte szavazásokra, mint mások. M. Balinski és R. Laraki, a többségi bírálat megalkotói végeztek ilyen vizsgálatokat. Ehhez a 2007-es francia elnökválasztás előtti közvélemény-kutatások adatait felhasználva szimulálták a választásokat, különböző pontozásos rendszereket összehasonlítva. Az intervallum módszer, a Borda-számlálás, a többségi szavazás, és a javasló szavazás két különböző határmegadással összehasonlítva a Concordet-szavazás és a többségi bírálat eredményeivel szemben az általuk készített többségi bírálat volt a legjobb, és az intervallum szavazás a legrosszabb.
Balinski és Laraki arra is megvizsgálta a rendszereket, hogy mennyire hajlamosak mérsékelt jelöltet megválasztani. A vélemények megoszlanak arról, hogy ez kívánatos-e egyáltalán. Egyesek szerint ez azért jó, mert stabil; mások szerint a tiszta ideológiát képviselő jelöltek lehetősége bővíti a választók lehetőségeit, és több esélyt ad a különböző ideológiák utólagos kiértékelésére. Maga Balinski és Laraki szerint mind a centrális, mind a szélsőséges jelölteknek meg kell adni az esélyt a győzelemre, hogy megelőzzék, hogy a választás előtt már eldőljön valamelyik jelöltről, hogy hányadik helyen fog végezni. Modelljük szerint a több fordulós választás, a többségi és a javasló szavazás a tágabb skálán a szélsőséges jelölteknek kedvezett (rendre az idő 100%, 98%, és 94%-ában); a többségi bírálat szélsőségeseket és centristákat is választott (56% szélsőséges); az intervallumszavazás, a Borda-módszer és a javasló szavazás a szűkebb korlátokkal inkább centristákat (a szélsőségesek aránya rendre 6%; 0,25%–13% a jelöltek számától függően; és 6%) választott. A modell nem vette figyelembe a taktikai szavazást, mint a több rossz közül a legkevésbé rosszat elvet.

## Puha kritériumok
A fenti matematikailag definiált kritériumok mellett fontosak lehetnek az olyan nem pontosan meghatározható kritériumok, mint az egyszerűség, a szavazatszámlálás sebessége, a csalással vagy a vitatott eredményekkel szembeni szembeni érzékenység, vagy a több győzteses módszerek esetén mennyire tudják hűen reprezentálni a szavazók arányait.
Az Új-Zélandi Királyi Választási Rendszer Bizottság tíz kritériumot listázott elő a Új-Zéland egy lehetséges új választási rendszere számára. Ezek között szerepel a pártok egyenlősége, a kisebbségi és a speciális csoportok képviselete, a hatékony választói képviselet, a politikai integráció és a könnyű legitimálhatóság.

## Története

### Korai demokráciák
A szavazást az i. e. 6. század óta használják, amióta Athénban bevezették az új kormányzási módszereket. Azonban a választásokat tartották a legkevésbé demokratikus módszernek a tisztségviselők megválasztására, mert a választás az ismert és gazdag polgároknak kedvezett, és kevésbé a szegényebb és kevéssé ismert polgároknak. Ehelyett népgyűléseket tartottak, amelyek minden polgár számára nyitottak voltak, és kisorsolták vagy rotálták a tisztségeket. A legelső szavazás az osztracizmus volt: többségi módszerrel tartották, és aki a legtöbb szavazatot kapta, azt tíz évre száműzték. A korai demokráciákban a legtöbb választást többségi rendszerben tartották, de Velencében a 13. századtól a ma javasló szavazás néven ismert módszert vezették be a Nagytanács megválasztására.
A dózse megválasztása egy bonyolult rendszer volt, ami öt kör sorsolásból és öt kör javasló szavazásból állt. Először 30 választót sorsoltak ki, amely létszámot további sorsolásokkal 9 szavazóra szűkítettek. Ez a bizottság 40 embert választott ki javasló szavazással, amit sorsolással 12 tagra csökkentettek. Javasló szavazással 25 embert választottak ki, majd a létszámot egy újabb sorsolással 9 tagra csökkentettek. Ők 45 embert választottak, amiből kisorsoltak 11-et. Ők választották ki a dózsét kiválasztó végső 41 tagú bizottságot. Bonyolultsága ellenére ennek a rendszernek számos jó tulajdonsága volt, például nehéz volt kijátszani, és képes volt egy kompromisszumos jelöltet biztosítani. Ez a folyamat apróbb módosításokkal meghatározó volt a Velencei Köztársaság politikájára 1268-tól 1797-ig.

### Elméleti megalapozás

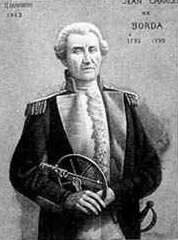
Jean-Charles de Borda, az egyik első szavazóelmélész

A francia forradalom idején kezdődött el a szavazáselémélet tudományos megalapozása. Jean-Charles de Borda javasolta 1770-ben a Borda-számlálást a Francia Tudományos Akadémia tagjainak megválasztására. Marquis de Condorcet ellenezte a módszert, és inkább a páronkénti összehasonlításon alapuló módszerét ajánlotta. A módszer alkalmazásai a Concordet-módszerek. Már ő is felismerte a Condorcet-paradoxont, amit a többségi preferenciák nem tranzitív tulajdonságának nevezett.
Bár Condorcet-et és Bordát a választások elméletének megalapozójaként tartják számon, egyes kutatások szerint a 13. századi filozófus, Ramon Llull mindkét módszert ismerte. Kéziratai elvesztek, és csak 2001-ben találtak ismét rájuk.

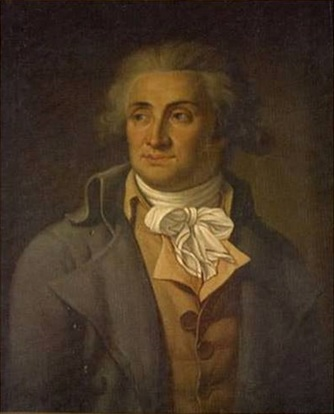
Marquis de Condorcet, egy másik korai szavazóelmélész

A 18. század végén az arányosságot is elkezdték tanulmányozni. A kutatásokat az Amerikai Egyesült Államok alkotmánya ösztönözte, ami a képviselőház helyeinek elosztását az egyes államok népességének arányában írta elő, de nem határozta meg ennek módját.
. Az államférfiak különböző módszereket javasoltak, így Alexander Hamilton, Thomas Jefferson, és Daniel Webster is előállt javaslatával. A módszerek közül többet a 19. században Európában is újrafelfedeztek, mint a pártlistás helyek arányos elosztásának módját. Ennek eredményeként ezeknek a módszereknek két nevük van: a Jefferson-módszert emlegetik d'Hondt-módszer néven; a Webster-módszer ismert, mint Sainte-Laguë-módszer; a 'Hamilton-módszer megegyezik a Hare legnagyobb maradék módszerrel.
Az egyszerű átviteli szavazást (STV) Carl Andrae javasolta Dániában 1855-ben, és ugyanezzel állt elő Thomas Hare 1857. Nem tudjuk, hogy függetlenül találták-e ki ugyanazt. Ezzel a módszerrel először Dániában tartottak választásokat 1856-ban, majd Tasmániában 1896-ban Andrew Inglis Clark kezdeményezésére. A pártlistás arányos képviseletet a 20. század elején vezették be Európában. A módszert először Belgium használta 1899-ben. Azóta majdnem minden demokráciában arányos és félarányos módszereket használnak, kivéve az Egyesült Királyságot és korábbi gyarmatait.

### Egygyőzteses visszatérés
A több győzteses módszerek fejlődésén felbuzdulva a kutatók újabb egygyőzteses módszereket publikáltak a 19. század végén. Elsőként William Robert Ware javasolta az egyszerű átviteli szavazás használatát az egygyőzteses módszerek esetén is, ami azonnal több fordulót jelent. Ezután matematikailag vizsgálták a Condorcet-módszert, és új megvalósításokat adtak rá. Edward J. Nanson a Borda-számlálást kombinálta az azonnali több fordulós választással, ez lett a Nanson-módszer. Charles Dodgson, más néven Lewis Carroll röpiratokat adott ki a szavazás elméletéről, külön tekintettel a Condorcet-módszerre. Mátrixokat használt a Concordet-választások eredményével, amivel pótolta Ramon Llull kéziratának hasonló eszközeit. Az ekképp elemzett Concordet-módszert Dodgson-módszerként tartják számon, de így nevezik a proxy-számláláson alapuló módszerét is.
A rangsorolásos módszerek is megkapták a támogatást a bevezetéshez. Először 1893-ban rendeztek választásokat Ausztráliában az IRV szerint, amit egyszerű átviteli szavazással együtt használnak. A 20. század elején több önkormányzat a Bucklin-módszert használta, de ezzel felhagytak, miután Minnesotában alkotmányellenesnek nyilvánították.

### A játékelmélet hatása

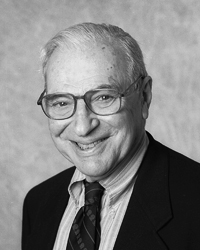
Kenneth Arrow, a modern szavazóelmélet egyik úttörője

Neumann János és társai közreműködése nyomán az 1940-es években kialakult a játékelmélet, ami újabb matematikai eszközöket nyújtott a szavazórendszerek és a stratégiai szavazás elemzéséhez. Az egyik ilyen eszköz John Nash 1950-es évekbeli cikkén alapulva a Nash-egyensúly keresése. Ez és más hasonló módszerek egészen új eredményeket adtak, amelyek döntő hatással bírtak a választások elméletére. Arrow lehetetlenségi tételében Kenneth Arrow megmutatta, hogy néhány, természetesnek tekinthető kritérium ellentmondásos, azaz nem teljesíthető egyszerre. Ezzel megmutatta a szavazóelmélet határait, és ösztönözte a különféle matematikai kritériumok használatát a szavazórendszerek kiértékelésére. Az Arrow által kívánatosnak tekintett kritériumok egyikeként rangsorolásos rendszert tartott kívánatosnak; Harsányi János szerint azonban a pontozásos rendszerek is megfelelnek a legtöbb kritériumnak, aminek a rangsorolásos rendszerek megfelelnek. A szavazóelmélet legtöbbet idézett tétele Arrow lehetetlenségi tétele, amit további fontos eredmények követnek, mint a Gibbard–Satterthwaite-tétel, ami a stratégiai szavazás elkerülhetetlenségéről szól determinisztikus rendszerek esetén.
A játékelmélet a stratégiai szavazás hatásaira is felhívta a figyelmet. Erre példa Duverger törvénye, ami szerint a többségi szavazás gyakran kétpártrendszerhez vezet. Steven Brams és Peter Fishburn ennek hatására adta közre a javasló szavazást 1977-ben. Annak ellenére, hogy már korábban használták, nem tekintették tudományos kutatásra érdemesnek, mivel megsértette azt a feltételezést, hogy az egygyőzteses módszerek rangsoroláson alapulnak.

## 1980 után

Választási rendszerek az egyes országokban 2012-ben
First past the post (FPTP)
Kétkörös rendszer (TRS)
Instant-runoff voting (IRV)
Blokkszavazás (BV) vagy kevert FPTP és BV
Pártblokkszavazás (PBV) vagy kevert FPTP és PBV
Egyetlen nem átruházható szavazat (SNTV) vagy kevert FPTP és SNTV
Módosított kumulatív szavazás
Módosított Borda-számlálás
Nem használt
Pártlistaarányos
Pártlistaarányos
Pártlistaarányos
Pártlistaarányos
Egyetlen átruházható szavazat
Vegyes-arányos reprezentáció (pártlisaarányos és FPTP)
AMS (az MMP félarányos változata)
Párhuzamos szavazás / kevert többségi (pártlistaarányos és FPTP)
Párhuzamos szavazás (pártlistaarányos és TRS)
Párhuzamos szavazás (pártlistaarányos és BV vagy PBV)
Párhuzamos szavazás (pártlistaarányos és SNTV)
Részleges kompenzáció: párhuzamos szavazás+ PVT vagy AMS hibrid
Többségi sorsolás
Többségi bónusz
Államonként változó
Nincs választás
Államfői kinevezés
Államonként változó
Átmeneti állapot
Nincs adat

A szavazóelmélet a kritériumokkal is annyit foglalkozik, mint magukkal a választási rendszerekkel. A szavazórendszerek minden jó vagy rossz tulajdonságát igyekeznek matematikailag megfogalmazni. Az újabb kutatások újabb kritériumokat és bizonyítási módszereket vezettek be.
A 20. század politológusai cikkeket jelentettek meg arról, hogyan hatnak a választási rendszerek az emberek választásaira, a pártokra és a politikai stabilitásra. Egyes kutatók keresték annak az okát, hogy miért váltanak nemzetek szavazási rendszert. Nicolaus Tideman napjaink kiemelkedő szavazóelmélésze, aki formalizálta a stratégiai nevezést és az elrontó hatást a klónok függetlensége kritériumban. Azt is belátta, hogy a Concordet-módszer nem érzékeny a klónokra. Donald G. Saari 2001-es könyveivel ismét felkeltette az érdeklődést a Borda-számlálás iránt. A pozicionális választási rendszerek geometriájával támogatta ezt a módszert.
A számítógépes eszközök elterjedése támogatta a Kemeny-Young, a rangsorolt párok és a Schulze-módszer használatát, amelyek teljesen rangsorolják a válaszokat a legnépszerűbbtől a legkevésbé népszerűig.
Az internet kibontakozása megnövelte az érdeklődést a szavazórendszerek iránt. Sok matematikai területtel szemben a szavazórendszerek elmélete a matematikában kevésbé járatos emberek számára is hozzáférhető, sőt, új eredményeket is elérhetnek amatőrök.
A szavazórendszerek fejlődése új lökést kapott az 1990-es évek Új-Zélandjában, amikor is a választási reformok keretében szóba került az önkormányzati választásokon, hogy egy másik rendszert vezetnének be a többségi szavazás helyett.
Új-Zéland egy vegyes rendszert adaptált 1993-ban a parlamenti választásokon, és az egyszerű átviteli szavazást egyes önkormányzati választások céljára 2004-ben. Miután a többségi szavazás döntőnek bizonyult a 2000-es amerikai elnökválasztáson, több önkormányzat is bevezette az azonnal kifutó szavazást, habár több közülük azóta visszatért a korábbi rendszeréhez. A kanadai Brit-Kolumbia tartomány két érvénytelen népszavazás után (2005-ben és 2009-ben) az egyszerű átviteli szavazásról. Szintén érvénytelen lett egy másik kanadai tartományban, Ontarióban 2007-ben tartott népszavazás egy vegyes rendszerről. A nem kormányzati szervezetek ennél többféle rendszert használnak.
Habár az elmélészek nem értenek egyet abban, hogy melyik rendszer a legjobb, többen egyetértenek abban, hogy vannak a többséginél fontosabb kritériumok. Támogatják a Concordet-módszereket, a többségi bírálatot, és az intervallumszavazást.
Vitatják, hogy a mélyebb és a jobban finomhangolt rendszerek az e-demokrácia fejlődésének szívét jelentik-e. Az e-demokrácia a demokrácia folyamatainak, köztük a választásnak a digitalizációját jelenti. Kutatásokat folytatnak a homomorf kódolás érdekében, ami segítene abban, hogy a szavazórendszer átlátható legyen, és a szavazatok titkossága is megmaradjon. Mások azonban inkább a biztonságot féltik, és csak a kézzel megjelölt papír szavazócédulákat tartják megbízhatónak.